# Palia

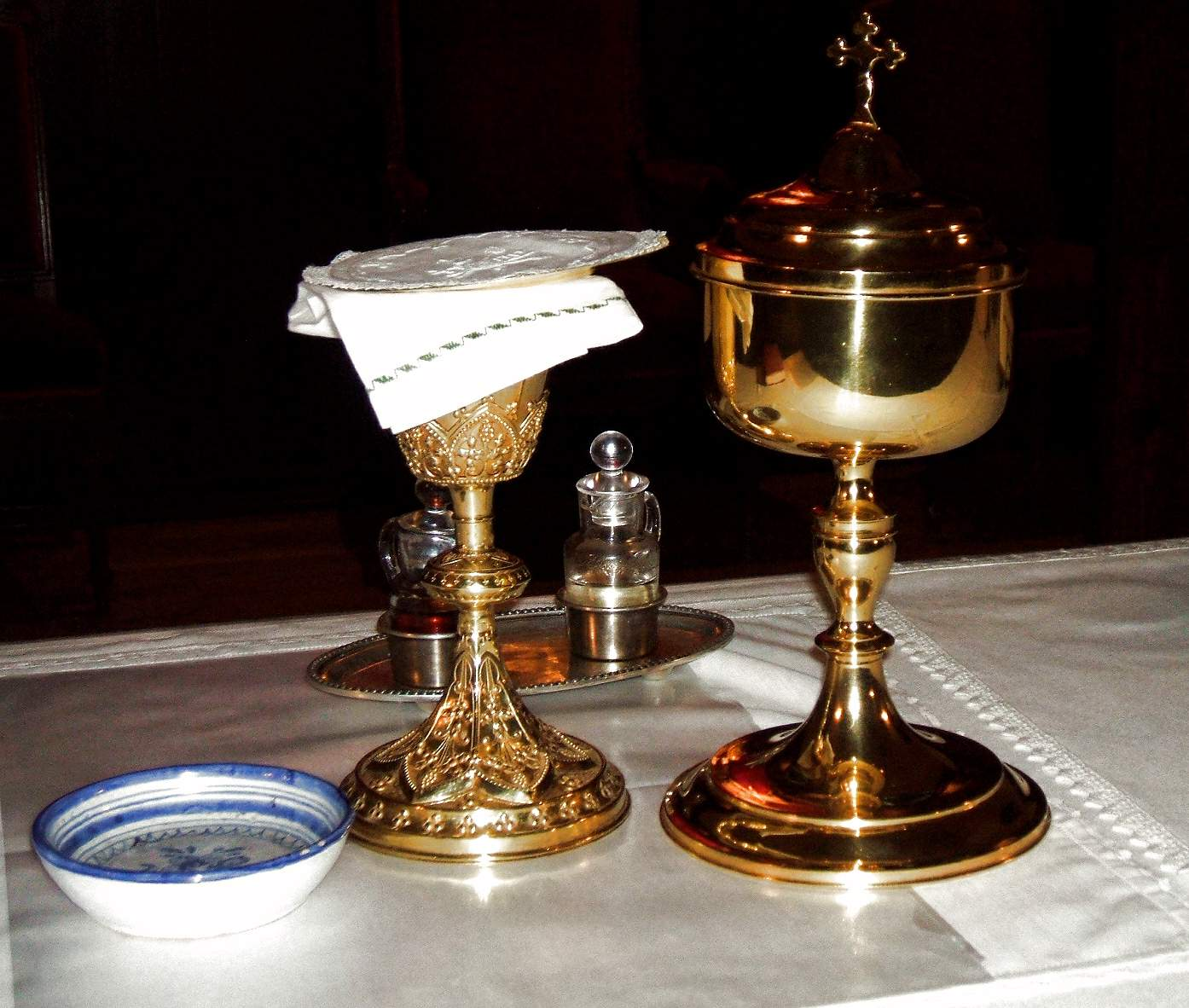
Cáliz cubierto con palia

Se llama palia al trozo de tela cuadrado, usualmente reforzado con almidón, que se usa para tapar el cáliz durante la Misa.
La palia o hijuela parece datar de finales del siglo XVI pues antes de dicha fecha ejercía dicha función un extremo de los corporales que se doblaba sobre el cáliz o bien otros corporales plegados, según diferentes costumbres regionales.